# Magnaporthales
Ordre
Les Magnaporthales sont un ordre de champignons ascomycètes.

## Familles
- Magnaporthaceae
- Ophioceraceae
- Pyriculariaceae

De plus le genre Pseudohalonectria appartenant à l'ordre n'est pas encore rattaché à une famille (incertae sedis).